# Język makasarski
Język makasarski (basa Mangkasara’, basa Mangkasarak, ᨅᨔ ᨆᨀᨔᨑ) – język austronezyjski używany przez lud Makasarczyków, zwłaszcza w południowej części indonezyjskiej wyspy Sulawesi. Według danych z 2000 roku posługuje się nim 2,5 mln osób. Jest drugim językiem wyspy co do liczby użytkowników (po bugijskim).
Historycznie znalazł się pod wpływem języka malajskiego, z którego zaczerpnął wiele zapożyczeń słownikowych. Jest w pewnym stopniu zagrożony wymarciem. Zaczął być wypierany przez język malajski makasarski, będący językiem o mieszanym podłożu malajsko-makasarskim. Na terenach wiejskich (a częściowo również w mieście Makasar) pozostaje jednak w powszechnym użyciu; jest wręcz dużo bardziej żywotny niż wiele innych języków wschodniej Indonezji. Niektórzy Makasarczycy posługują się też językiem bugijskim, a w sferze religijnej dużą rolę odgrywa język arabski.
Tworzy kontinuum, na które składają się dialekty: gowa (lakiung), takalar, jeneponto (turatea), bantaeng, konjo, selayar. Dialekt gowa ma charakter prestiżowy. Dwie ostatnie odmiany lokalnie uchodzą za dialekty języka makasarskiego, ale zostały sklasyfikowane jako odrębne języki (w ramach rodziny makasarskiej).
Udokumentowano jego słownictwo i gramatykę (istnieją różne opracowania i słowniki). Misjonarz B.F. Matthes, pionier badań lingwistycznych w regionie, przetłumaczył na język makasarski Biblię oraz opracował opis jego gramatyki i słownik. Do zapisu tego języka stosuje się alfabet łaciński. Jest wykorzystywany w nieformalnej komunikacji pisanej. Powstały różne propozycje ortografii, z których żadna nie przyjęła się szerzej.
Jest jednym z nielicznych języków wschodniej Indonezji o długiej tradycji literackiej. Miał własne pismo, zwane jangang-jangang, które było używane do XIX wieku. W pewnym ograniczonym użyciu pozostaje lokalne pismo lontara (bugijsko-makasarskie). Tradycyjnie sporządzano w nim manuskrypty na liściach palmowych.
Słownictwo makasarskie było zapożyczane przez różne języki Indonezji. Makasarski użyczył wiele elementów leksyki językowi bugijskiemu. Wywarł wpływ na języki Małych Wysp Sundajskich (Flores, Sumbawy i Alor). Dodatkowo ze względu na kontakt Makasarczyków z Aborygenami australijskimi również w autochtonicznych językach australijskich zachowała się warstwa zapożyczeń z języka makasarskiego.